# Острова Мак-Ги
Острова́ Мак-Ги́ — группа островов архипелага Земля Франца-Иосифа. Наивысшая точка островов — 52 метра. Административно относятся к Приморскому району Архангельской области России.

## Расположение
Острова Мак-Ги расположены в северной части архипелага, в акватории пролива Итальянского между островами Джексона и Пайера на расстоянии 1 километра к югу от острова Джексона и 4 километров к северу от острова Пайера.

## Описание
Группа состоит из двух островов длиной 2 километра (южный остров) и 800 метров (северный остров). Оба острова свободны ото льда. На большем острове в западной части находится скала высотой 52 метра, остальная его часть покрыта редкими каменистыми россыпями. Меньший остров возвышенностей не имеет.
Острова названы в честь Билли Маги (англ. Billy Magee), участника 3000-мильной арктической экспедиции Эрнеста Оберхолцера (англ. Ernest Oberholtzer) 1912 года. Отдельных названий острова Мак-Ги не имеют.